# Circonscription de Tríkala
La circonscription de Tríkala (en grec Εκλογική περιφέρεια Τρικάλων) est une circonscription législative de la Grèce. Elle correspond au territoire du nome de Tríkala. Elle compte 149 707 électeurs inscrits en janvier 2015.

Situation de la circonscription de Tríkala

## Élections législatives de mai 2012

### Résultats
La circonscription de Tríkala élit cinq députés en mai 2012. Les élections ont lieu au scrutin proportionnel plurinominal avec prime majoritaire et un seuil de représentation de 3 % des suffrages exprimés au niveau national.
97 725 électeurs se sont exprimés sur 153 117 inscrits, soit un taux de participation de 63,82 %. Parmi les vingt-trois listes candidates, quatre listes obtiennent au moins un siège dans la circonscription.
| Rang | Liste                              | Nombre de voix | Pourcentage des voix | Nombre de sièges |
| ---- | ---------------------------------- | -------------- | -------------------- | ---------------- |
| 1    | Nouvelle Démocratie                | +23 996,       | 25,23 %              | 2                |
| 2    | Mouvement socialiste panhellénique | +16 295,       | 17,13 %              | 1                |
| 3    | SYRIZA                             | +11 390,       | 11,97 %              | 0                |
| 4    | Parti communiste de Grèce          | +10 410,       | 10,94 %              | 1                |
| 5    | Gauche démocrate                   | +08 177,       | 8,60 %               | 1                |
| 6    | Grecs indépendants                 | +07 252,       | 7,62 %               | 0                |
| 7    | Aube dorée                         | +04 661,       | 4,90 %               | 0                |

### Députés

#### Nouvelle Démocratie
La liste de la Nouvelle Démocratie est en tête et obtient deux sièges.
| Rang | Nom                  | Nombre de voix |
| ---- | -------------------- | -------------- |
| 1    | Ilias Vlahogiannis   | +13 354,       |
| 2    | Konstantínos Skrékas | +09 413,       |

#### Mouvement socialiste panhellénique
La liste du Mouvement socialiste panhellénique est deuxième et obtient un siège.
| Rang | Nom                | Nombre de voix |
| ---- | ------------------ | -------------- |
| 1    | Vassílios Ikonómou | +06 166,       |

#### Parti communiste de Grèce
La liste du Parti communiste de Grèce est quatrième et obtient un siège.
| Rang | Nom                  | Nombre de voix |
| ---- | -------------------- | -------------- |
| 1    | Achilleas Kandartzis | +05 056,       |

#### DIMAR
La liste de la DIMAR est cinquième et obtient un siège.
| Rang | Nom               | Nombre de voix |
| ---- | ----------------- | -------------- |
| 1    | Georgios Kyritsis | +02 363,       |

## Élections législatives de juin 2012

### Résultats
La circonscription de Tríkala élit cinq députés en juin 2012. Les sièges sont répartis à l'issue d'un scrutin proportionnel plurinominal avec prime majoritaire entre les listes ayant obtenu au moins 3 % des suffrages exprimés au niveau national.
92 397 électeurs se sont exprimés sur 152 854 inscrits, soit un taux de participation de 60,45 %. Parmi les dix-sept listes candidates, trois listes obtiennent au moins un siège dans la circonscription.
| Rang | Liste                              | Nombre de voix | Pourcentage des voix | Nombre de sièges |
| ---- | ---------------------------------- | -------------- | -------------------- | ---------------- |
| 1    | Nouvelle Démocratie                | +30 518,       | 33,47 %              | 3                |
| 2    | SYRIZA                             | +20 825,       | 22,84 %              | 1                |
| 3    | Mouvement socialiste panhellénique | +13 359,       | 14,65 %              | 0                |
| 4    | Gauche démocrate                   | +06 520,       | 7,15 %               | 1                |
| 5    | Parti communiste de Grèce          | +05 695,       | 6,25 %               | 0                |
| 6    | Grecs indépendants                 | +05 089,       | 5,58 %               | 0                |
| 7    | Aube dorée                         | +05 073,       | 5,56 %               | 0                |

### Députés

#### Nouvelle Démocratie
La liste de la Nouvelle Démocratie est en tête et obtient trois sièges.
| Rang | Nom                  |
| ---- | -------------------- |
| 1    | Ilias Vlahogiannis   |
| 2    | Konstantínos Skrékas |
| 3    | Michalis Tamilos     |

#### SYRIZA
La liste de la SYRIZA est deuxième et obtient un siège.
| Rang | Nom               |
| ---- | ----------------- |
| 1    | Panayóta Dritséli |

#### DIMAR
La liste de la DIMAR est quatrième et obtient un siège.
| Rang | Nom               |
| ---- | ----------------- |
| 1    | Georgios Kyritsis |

## Élections législatives de janvier 2015
Pour un article plus général, voir Élections législatives grecques de janvier 2015.

### Résultats
La circonscription de Tríkala élit quatre députés en janvier 2015. Les sièges sont répartis à l'issue d'un scrutin proportionnel plurinominal avec prime majoritaire entre les listes ayant obtenu au moins 3 % des suffrages exprimés au niveau national.
92 446 électeurs se sont exprimés sur 149 707 inscrits, soit un taux de participation de 61,75 %. Parmi les seize listes candidates, deux listes obtiennent au moins un siège dans la circonscription.
| Rang | Liste                                | Nombre de voix | Pourcentage des voix | Nombre de sièges |
| ---- | ------------------------------------ | -------------- | -------------------- | ---------------- |
| 1    | SYRIZA                               | +32 631,       | 36,16 %              | 3                |
| 2    | Nouvelle Démocratie                  | +29 419,       | 32,60 %              | 1                |
| 3    | Parti communiste de Grèce            | +06 112,       | 6,77 %               | 0                |
| 4    | Aube dorée                           | +04 186,       | 4,64 %               | 0                |
| 5    | Mouvement socialiste panhellénique   | +03 665,       | 4,06 %               | 0                |
| 6    | La Rivière                           | +03 660,       | 4,06 %               | 0                |
| 7    | Mouvement des socialistes démocrates | +03 177,       | 3,52 %               | 0                |
| 8    | Grecs indépendants                   | +02 739,       | 3,04 %               | 0                |

### Députés
La répartition des sièges au sein de chaque liste élue dépend du nombre de voix obtenues individuellement par chaque candidat, suivant le système du vote préférentiel. Dans la circonscription de Tríkala, les listes peuvent comporter jusqu'à six candidats. Les électeurs peuvent exprimer un vote préférentiel pour un maximum de deux candidats sur la liste pour laquelle ils votent.

#### SYRIZA
La liste de la SYRIZA est en tête et obtient trois sièges.
| Rang | Nom                     | Nombre de voix |
| ---- | ----------------------- | -------------- |
| 1    | Athanasios Papadopoulos | +14 366,       |
| 2    | Panayóta Dritséli       | +10 403,       |
| 3    | Christos Simorelis      | +06 978,       |

#### Nouvelle Démocratie
La liste de la Nouvelle Démocratie est deuxième et obtient un siège.
| Rang | Nom                  | Nombre de voix |
| ---- | -------------------- | -------------- |
| 1    | Konstantinos Skrekas | +17 607,       |